# یواس‌اس شاوموت (۱۸۶۳)
یواس‌اس شاوموت، (۱۸۶۳) (به انگلیسی: USS Shawmut (1863)) یک کشتی بود که طول آن 179' 6" بود. این کشتی در سال ۱۸۶۳ ساخته شد.